# Большие надежды (фильм, 2012)
«Больши́е наде́жды» (англ. Great Expectations) — англо-американская драма 2012 года, поставленная британским режиссёром Майком Ньюэллом по роману Чарльза Диккенса «Большие надежды». Премьерный показ состоялся 11 сентября 2012 года на кинофестивале в Торонто. Мировая премьера состоялась 21 октября 2012 года в Odeon Leicester Square, Лондон, она закрывала Лондонский кинофестиваль 2012 года. В Великобритании показ был заранее запланирован на 26 ноября 2012 года, с общей датой релиза на 30 ноября в рейтинге BBFC как 12A.

## Сюжет
Юный сирота Пип растёт в нелюбимом доме своей сестры, которая постоянно бьёт и оскорбляет младшего брата. Мальчик находит утешение в кузнечном деле и соседской девочке — Эстелле. Мечта Пипа — жениться на Эстелле, впрочем, ремесло кузнеца не красит его в глазах высокомерной соседки. Однажды на пути мальчика встречается беглый каторжник, который изменяет всю его судьбу. А вскоре благодаря анонимному пожертвованию мальчик отправляется в Лондон, чтобы вырасти «блистательным джентльменом».

## Актёрский состав
| В ролях             |  | Персонаж            |
| ------------------- |  | ------------------- |
| Хелена Бонэм Картер |  | мисс Хэвишем        |
| Рэйф Файнс          |  | Мэгвич              |
| Джереми Ирвин       |  | Пип                 |
| Тоби Ирвин          |  | юный Пип            |
| Джейсон Флеминг     |  | кузнец Джо Гарджери |
| Робби Колтрейн      |  | адвокат Джеггерс    |
| Бен Ллойд-Хьюз      |  | Бентли Драммл       |
| Холлидей Грейнджер  |  | Эстелла             |
| Хелена Барлоу       |  | юная Эстелла        |
| Юэн Бремнер         |  | Уэммик              |
| Салли Хокинс        |  | миссис Джо          |
| Дэвид Уолльямс      |  | дядя Памблчук       |
| Джесси Кейв         |  | Бидди               |
| Тэмзин Аутуэйт      |  | Молли               |
| Ральф Айнесон       |  | сержант             |
| Олли Александер     |  | Герберт Покет       |
| Малкольм Тирни      |  | мужчина             |
| Дэниел Уэйман       |  | Артур Хэвишем       |

## Награды и номинации
- 2012 — номинация на премию BAFTA за лучший дизайн костюмов.